# Typhlops ahsanai
Typhlops ahsanai este o specie de șerpi din genul Typhlops, familia Typhlopidae, descrisă de Khan 1999. Conform Catalogue of Life specia Typhlops ahsanai nu are subspecii cunoscute.